# Cyriopagopus paganus
Espèce
Cyriopagopus paganus est une espèce d'araignées mygalomorphes de la famille des Theraphosidae.

## Distribution
Cette espèce est endémique de Birmanie.

## Publication originale
- Simon, 1887 : Étude sur les arachnides de l'Asie méridionale faisant partie des collections de l'Indiam Museum (Calcutta). I. Arachnides recueillis à Tavoy (Tenasserim) par Moti Ram. The Journal of the Asiatic Society of Bengal, vol. 56, p. 101-117 (texte intégral).